# Dolna latarnia morska Paralepa
Dolna latarnia morska Paralepa – (est. Paralepa alumine tuletorn) latarnia morska położona na zachód od miasta Haapsalu, gmina Ridala, prowincja Läänemaa. 
Na liście świateł nawigacyjnych Estonii - rejestrze Urzędu Transportu Morskiego (Veeteede Amet) w Tallinnie - ma numer 471. 
Latarnia została zbudowana w 1916 roku razem z górną latarnią. Obecnie istniejąca latarnia została zbudowana w 1934 roku. Jest to konstrukcja żelbetonowa o wysokości 16 metrów. Znajduje się w odległości 800 metrów od górnej latarni.